# Medienpreis der Deutschen AIDS-Stiftung
Mit dem Medienpreis der Deutschen AIDS-Stiftung („Medienpreis HIV/Aids“) werden alle zwei Jahre künstlerische Beiträge und Arbeiten aus Zeitung, Fernsehen, Hörfunk und neuen Medien ausgezeichnet, die sachkundig über HIV/Aids berichten und damit zur Solidarität mit Betroffenen beitragen. Über die Vergabe des Preisgeldes von insgesamt 15.000 Euro für bis zu drei Beiträge entscheidet eine unabhängige Jury. Der Preis wird seit 1987 vergeben, bis 1996 als Journalistenpreis und bis 2000 in jährlichem Rhythmus. Künstlerische Beiträge sind seit 1997 zugelassen. Im Ausschreibungsjahr 2009/2010 wurde der JUGEND-Medienpreis, verbunden mit einem Preisgeld von 3.000 Euro, ins Leben gerufen.

## Preisträger

### Preisträger
| Auflistung nach Jahr |
| 2023/24 \| 2021/22 \| 2019/20 \| 2017/18 \| 2015/16 \| 2013/14 \| 2011/12 \| 2009/10 \| 2007/08 \| 2005/06 \| 2003/04 \| 2001/02 \| 2000 \| 1999 \| 1998 \| 1997 \| 1996 \| 1995 \| 1994 \|1993 \| 1992 \| 1991 \| 1990 \| 1989 \| 1988 \| 1987 |

### 1987
- Ariane Barth „Wenn er fröhlich singt, kommen mir die Tränen“, Reportage in Der Spiegel
- Heidrun Graupner, Stephan Lebert, Hania Luczak, Justin Westhoff, Dossier in der Süddeutschen Zeitung
- Redaktion der Zeitschrift vor-sicht (Förderpreis), Marianne Wichert-Quoirin, Beiträge zum Thema HIV und Aids im Kölner Stadt-Anzeiger

### 1988
- Jürgen Orthaus „Positiv – neue Wege im Umgang mit Aids-Kranken“, Sendung im Westdeutschen Rundfunk
- Redaktion „INFO“ der AIDS-Hilfe Düsseldorf e. V. (Förderpreis)
- Martin Winter, Beiträge zum Thema HIV und AIDS in der „Frankfurter Rundschau“

### 1989
- Hans Schuh, Berichterstattung zum Thema HIV und Aids in Der Zeit
- Michael Steinbrecher „Ich bin infiziert – ich brauche Dich“, Sendung im Zweiten Deutschen Fernsehen

### 1990
- Achim Ost, „So lange Du kämpfst, wirst Du auch leben“, Beitrag im Westdeutschen Rundfunk
- Holger Weinert, „Ulis letzter Sommer – Das lange Sterben mit AIDS“, Beitrag im Hessischen Rundfunk

### 1991
- Barbara Dickmann, Maria von Welser, „Ugandas sterbende Mütter“, Beitrag im Zweiten Deutschen Fernsehen
- Raimund Hoghe, „Andreas nimmt Abschied vom Leben“, Bericht in Der Zeit

### 1992
nicht vergeben

### 1993
- Peter Adler, „Ächtung und Barmherzigkeit – AIDS in der Provinz“, Reportage im Südwestfunk 3
- Heinz-Werner Geisenberger „Negativ, weil positiv“, Hörspiel im Hessischen Rundfunk

### 1994
- Christa Auch-Schwelk, Ruth Niehaus, „Jeffrey – Zwischen Leben und Tod“, Film im Westdeutschen Rundfunk
- Manfred Kriener, Berichte, Reportagen und Kommentare in der taz
- Elisabeth Marquart, „Frauen in Afrika kämpfen gegen AIDS“ Reportage im Süddeutschen Rundfunk

### 1995
- Froben Homburger, Verena Schmitt-Roschmann, Berichterstattung bei der Nachrichtenagentur The Associated Press (ap)
- Medienprojekt des Jugendamtes Wuppertal: Langzeitdokumentation „Cori – ein Leben mit AIDS“ (Sonderpreis)
- Redaktion „Live aus dem Alabama“ (Bayerischer Rundfunk): 10 Jahre Diskussionsbeiträge zum Thema AIDS
- Elke Wandel, „Dein kleiner Bruder hat ja AIDS“, Hörfunkreportage im Sender Freies Berlin

### 1996
- Jörg W. Gronius, „Jeder schreibt mit seinem roten Blut“, Beitrag im Norddeutschen Rundfunk 3
- Wilma Kottusch, „Wir zusammen allein mit Dir“, Film im Zweiten Deutschen Fernsehen (Sonderpreis)
- Manfred Nehls, „Nicht wunschlos werden“, Beitrag im Mitteldeutschen Rundfunk

### 1997
- Michael Heuer, „Misstraue der Idylle: Aus dem Emigrantenleben eines AIDS-Kranken“, Beitrag im Zweiten Deutschen Fernsehen
- David Hockney, Ansteck-Pin der Hamburger Kunsthalle zugunsten von Big Spender Hamburg e. V. (Sonderpreis)
- Jochen Klöck, „Das tödliche Erbe des Diktators“, Beitrag in „Brigitte“
- Tim Lienhard, „Morgen ist auch noch ein Tod“, Westdeutscher Rundfunk-Fernsehen
- Redaktionen der Ärzte Zeitung und des Monatsmagazins DAH-Aktuell

### 1998
- AIDS-Hilfe Köln e. V., Aktion „Masken für mehr Toleranz“
- Robert Dessaix, „Briefe aus der Nacht“, Roman (Sonderpreis)
- Klaus Enderle „Niemand kann sich an den Tod gewöhnen – AIDS in Zimbabwe“, Hörfunkbeitrag im DeutschlandRadio
- Cadmo Quintero, „Pray for Rain“, Kino- und TV-Spot (Regie)
- Frank Stern „Die Party am anderen Ufer. Leben und Sterben eines AIDS-Kranken“, Frankfurter Rundschau
- Bernd Vielhaber, Redaktion der Zeitschrift FaxReport

### 1999
- Michael Emmrich, „Leben lernen“, Frankfurter Rundschau
- Felix Heidinger, „AIDS – die Spur führt in den Dschungel“, Fernsehdokumentation
- Kulturprogramm zum 7. Deutschen AIDS-Kongress (17. Mai – 12. Juni 1999 in Essen)
- Guillaume Le Touze, „Wie dein Vater – Afrikanische Reise“, Roman (Sonderpreis)
- Ulrich Marcus, Robert Koch-Institut Berlin, Berichterstattung über das Thema HIV und AIDS
- Renate Stegmüller, „Auf der Suche nach den verlorenen Kindern. Aidswaisen in Zimbabwe“, Fernsehdokumentation im Bayerischen Rundfunk

### 2000
- Petra Afonin, „Bevor ich gehe – bleibe ich“, literarischer Chansonabend
- Nicole Cosic, Christine Maschke, Günther Jauch „Kinderwunsch trotz HIV – die Geschichte der Heidemarie Kremer“, Stern-TV-Beitrag
- Sebastian Kamps, Internet-Angebotes „HIV.net“

### 2001/02
- Redaktion der Zeitschrift ProjektInformation. – Betroffene informieren Betroffene., Berichterstattung über das Thema HIV und Aids
- Peter Sartorius, „Die Aids-Katastrophe im Süden Afrikas“, Süddeutsche Zeitung
- Arbeitsgruppe „Unterbrochene Karrieren“ in der „Neuen Gesellschaft für Bildende Kunst“, Ausstellungsreihe „Unterbrochene Karrieren“ und Ausstellung „Africa apart – Afrikanische Künstlerinnen und Künstler konfrontieren AIDS“

### 2003/04
- Zeitschrift MED-INFO Medizinische Informationen zu HIV und AIDS, hrsg. von der AIDS-Hilfe Köln e. V.
- Dorothee Luther und Alexander Thümmler (Autoren), Tania Lossau (Redaktion 3sat), „Sie nennen mich „Smiley“. Aids-Waisen finden zurück ins Leben“, Film auf 3sat
- Jugendliche und junge Erwachsene des Präventionsprojekts „JuPo“(JungPositiv), „69 cent“ (2003) und „einTÜTEn“ (2004), Anti-Aids-Spots
- Bartholomäus Grill, kontinuierliche Arbeit zum Thema AIDS, besonders auch als Afrika-Korrespondent Der Zeit (Sonderpreis)

### 2005/06
- Martin Stümper und Matthias Wurms, „Aids – der vergessene Schock“, Hörfunk-Feature, gesendet u. a. auf WDR5 am 27. November 2005
- Benjamin Prüfer, „Bis der Tod sie mir weg nimmt“, Reportage in NEON, Januar 2006
- Corinna Gekeler und Dirk Hetzel, Herausgeber von blickpunkt aids

### 2007/08
- Peter-Philipp Schmitt, Redakteur der Frankfurter Allgemeinen Zeitung, für seine sachkundige und kontinuierliche Berichterstattung über HIV und AIDS
- Christa Graf (Autorin) und Roland Wagner (Kamera) für ihren Film „Memory Books. Damit du mich nie vergisst …“ gezeigt auf ARTE, 1. Dezember 2008
- Ulrich Würdemann, Gründer und Chefredakteur des Selbsthilfe-Blogs „positiv schwul – ondamaris“ (www.ondamaris.de)
- Antía Martínez-Amor und Gesa Dankwerth (Autorinnen) für ihren Beitrag „AIDS – Wenn die Körperpolizei nicht mehr helfen kann“ in der Sendereihe „neuneinhalb – Nachrichtenmagazin für Kinder“, gesendet in der ARD am 1. Dezember 2007

### 2009/10
- Annette Heinrich (Autorin) und Philip Flämig (Kamera) für die Fernsehdokumentation „Ich bleibe immer positiv! Starke Frauen mit HIV“, gesendet in der ZDF-Reihe 37 Grad
- Viola Volland für ihre Reportage „Der alte Mann und das Virus“, veröffentlicht in der Stuttgarter Zeitung am 1. Dezember 2009
- Siegfried Schwarze für seine Publikation „ARTWORK. Die Umstellungssprechstunde“, die regelmäßig als Beilage zur Publikation „Projekt Information“ erscheint
- das Straßenbahnprojekt „AIDS braucht positive Gesichter“ der Selbsthilfegruppe der Braunschweiger Aids-Hilfe, gestartet am 31. Oktober 2009
- ein Oberstufenseminar und die Theatergruppe der Mittelstufe am Carl-Orff-Gymnasium in Unterschleißheim bekommt für die im Fußball-WM-Jahr 2010 gemeinsam entstandenen Aktionen zum Thema „HIV in Südafrika“ und das Theaterprojekt „Rainbow Nation – HIV in Südafrika“ den erstmals ausgelobten Sonderpreis für Schülerarbeiten „HIV/Aids – Weißt Du Bescheid?“

### 2011/12
- Kai Kupferschmidt für seinen Beitrag „Positiv und Negativ – die Angst vor HIV“ im Tagesspiegel am 1. Dezember 2012
- Marcel Dams für seinen YouTube-Videokanal „TeilzeitVlogger“ (www.youtube.com/teilzeitvlogger)
- Jobst Knigge für seinen Film „Der Aidskrieg“, WDR Fernsehen, 25. November 2011
- Benjamin Cantu und Mira Thiel für ihren Film „Der Berliner Patient – Geheilt von Aids“, ARTE, 22. November 2012

### 2013/14
- Franziska Badenschier für das Radio-Feature „Der Aids-Schreck ist zurück: in Uganda steigt die HIV-Infektionsrate wieder an“, Deutschlandfunk, 11. Mai 2014
- Jörg Schmid und Luise Strothmann für ihren Print-Beitrag „Das Ende der Angst“, Sonntaz (Wochenendausgabe der taz), 19./20. Juli 2014
- Paul Schulz und Christian Lütjens für das Buch „Positive Pictures. A Gay History“, erschienen im Bruno Gmünder Verlag, 2013
- Redaktion der DHIVA – Zeitschrift für Frauen zu Sexualität und Gesundheit für ihr langjähriges Engagement und 20 Jahre DHIVA (Sonderehrung)
- Macher der Videocasts www.gehoerlosen-aids-info.de zur HIV/STI-Prävention bei gehörlosen und schwer hörenden schwulen Männern (Sonderehrung)

### 2015/16
Die 30-jährige Preisvergabe erfolgte auf dem Deutsch-Österreichischen AIDS-Kongress in Salzburg verliehen. Es gab vier Medienpreise HIV/Aids und eine Sonderehrung. Das Preisgeld von 15.000 Euro wurde aufgeteilt.
- Maike Conway für ihre Langzeitdokumentation „Corinnes Geheimnis“ und Michael Neudecker für seinen Print-Beitrag „Reifeprüfung“. Beide Autoren erzählen die Geschichte eines HIV-positiven Mädchens, das in Oberbayern aufwuchs und seine Infektion jahrelang verschwieg. Maike Conway dokumentierte ihre Entwicklung über zehn Jahre. Michael Neudecker geht auch der Frage nach, was die Worte HIV und Aids bei den Menschen auslösen.

- Das PULS-Team (das junge Programm des Bayerischen Rundfunks) für den Beitrag „Positiv zusammen leben“ im Magazin „PULS im Fernsehen“. Darin schildert es das Leben mit HIV heute.

- Ein weiterer Preis ging an Johannes Nichelmann für seinen Radio-Beitrag „Drogenpolitik – Portugals liberaler Weg“, gesendet im Deutschlandfunk (Sendung „Hintergrund“). Er lenkte in seiner Radiosendung den Blick auf die liberale Drogenpolitik Portugals, die zur Folge hat, dass die Zahl der HIV-Neu-Infektionen unter Drogengebrauchern deutlich abgenommen hat.

- Bernd Aretz wurde für seine jahrzehntelange, kontinuierliche publizistische Tätigkeit zu HIV und AIDS mit einer Sonderehrung und einem Preisgeld ausgezeichnet. Er ist bereits seit 1984 Aktivist und engagierte sich im Vorstand der AIDS-Hilfe Offenbach und der Deutschen AIDS-Hilfe. 1997 veröffentlichte er das Buch „Notate. Aus dem Leben eines HIV-infizierten schwulen Mannes“. Auch für Online-Medien wie Magazin.hiv der Deutschen AIDS-Hilfe ist er als Autor tätig.

- Den JUNIOR-Medienpreis erhielt das Projekt „Keep the light on HIV“ der Klasse 3a der Grundschule Atter in Osnabrück, unter Leitung der Klassenlehrerin Anja Hirschmann. Die Klasse widmete sich dem Thema HIV in Malawi. Ergebnis waren ein Musical, eine Radiosendung und ein Buch aus der Druck-Werkstatt Osnabrück. Für den Beitrag wurde ein Preisgeld von 3.000 Euro vergeben.

### 2017/18
- Birgit Wittstock für ihre Langzeitrecherche, die in zwei Teilen in der Wiener Wochenzeitung Falter erschien: „Philipp, 35, positiv“ (Falter 17/18) und „Philipp, A. und ich“ (Falter 22/18)
- Florian Winkler-Ohm für seinen Blog flosithiv.com
- Martin Reichert für seine Publikation „Die Kapsel. AIDS in der Bundesrepublik“, Suhrkamp Verlag Berlin 2018

- Der JUGEND-Medienpreis HIV/AIDS wurde vergeben für das Theaterstück „Under Control“ einer Projektgruppe aus 14 Jugendlichen des Jugendzentrums GAP der Aids-Hilfe Bonn und des LBST*-Referates der Universität Bonn. Das Theaterstück wurde am 29. November 2018 in der Brotfabrik Bonn aufgeführt.[2]

### 2019/20
(Quelle: )
- Philip Gufler für seine künstlerischen Arbeiten zu HIV/Aids und das Künstlerbuch „Quilt #01 - #30“, erschienen im Hammann von Mier Verlag, München, 2020

- Xenia Reinfels für „Sehr viele gute, positive Rückmeldungen“, erschienen als Teil der 50-teiligen Serie „Lust und Liebe“ in Main-Echo 2019

- Susanne Bontemps und Tom Schimmeck (Autoren) sowie Matthias Kapohl (Regie) für „Die verdrängte Seuche. AIDS in Russland“, Deutschlandfunk/RBB 2019

- Martin Dannecker erhielt den Preis für sein Lebenswerk und sein Buch „Fortwährende Eingriffe. Aufsätze, Vorträge und Reden zu AIDS und HIV aus vier Jahrzehnten“, Männerschwarm Verlag 2019.

### 2021/22
(Quelle: )
Ole Siebrecht und Matthias Kapohl für „Michaels erstes Jahr mit dem Virus“, WDR 5, Dok 5 – Das Feature/Deutschlandfunk Kultur 2021
Gabriela Herpell und Lars Reichardt für „Wir alle hatten Angst“, SZ-Magazin, 11. Juni 2021
Axel Schock wurde ausgezeichnet „für seine jahrzehntelange, kontinuierliche und sachkundige Berichterstattung zu HIV/Aids, v.a als freier Autor des magazin.hiv der Deutschen Aidshilfe“.
Sonderpreis für  Russel T. Davies, Peter Hoar  und Phil Collinson für ihre Fernsehserie It's a Sin.

### 2023/24
(Quelle: )
Der Preis 2023/24 wurde am 20. März 2025 verliehen und von der Schauspielerin Annabelle Mandeng moderiert. Ausgezeichnet wurden der Regisseur Markus Stein und der Drehbuchautor Ringo Rösener für ihren Dokumentarfilm „Baldiga – Entsichertes Herz“ aus dem Jahr 2024.
Nominiert wurden zudem Niklas Eckert, Sarah Fischbacher, Meret Reh, Judith Rubatscher und Phillip Syvarth für den Podcast „I Will Survive – Der Kampf gegen die AIDS-Krise“ (BR Podcast, Bayern 2).
Erstmals wurde darüber hinaus der HIV-Botschafter*innen-Preis der Deutschen AIDS-Stiftung verliehen. Der Preis ging an Barbie Breakout.